# بخش سایتوال
بخش سایتوال (به انگلیسی: Saitual district) یک منطقهٔ مسکونی در هند است که در میزورام واقع شده‌است.